# АЕК-919К
АЕК-919К «Каштан» — российский пистолет-пулемёт, разработанный в середине 1990-х годов сотрудниками СКБ Ковровского механического завода (ведущий конструктор Павел Седов, научный руководитель Михаил Тарасов, при поддержке начальника СКБ Станислава Кокшарова).
За образец был взят австрийский пистолет-пулемёт Steyr MPi-69; более того, первые образцы пистолета-пулемëта внешне практически не отличались от прототипа. Однако после выпуска опытной партии АЕК-919 были обнаружены недостатки, после чего в базовую конструкцию были внесены изменения. Обновлëнный образец получил индекс АЕК-919К. «Каштан» предлагали в качестве оружия для отдельных категорий военнослужащих (экипажей авиатехники и боевых машин), а также спецподразделений правоохранительных органов.

## Конструкция
Автоматика оружия работает за счёт отдачи свободного затвора. Для уменьшения размеров оружия использована схема с набегающим на ствол затвором, охватывающим ствол сверху и с боков (аналогично пистолетам). Рукоять перезаряжания расположена с левой стороны ствольной коробки. Нижняя часть ствольной коробки и рамка оружия выполнены из стеклонаполненного полиамида. Верхняя часть ствольной коробки изготовлена штамповкой из стального листа. Ствол имеет полигональные нарезы, при разборке отделяется от оружия. Спусковой механизм обеспечивает возможность ведения одиночного и автоматического огня. Выстрел производится с заднего шептала. Предохранитель-переводчик режимов огня в виде трёхпозиционной кнопки размещён с правой стороны ствольной коробки. Магазин коробчатый, с шахматным расположением и двухрядным выходом патронов. Приёмником магазина является пистолетная рукоять. Для повышения устойчивости оружия при стрельбе имеется приклад с поворотным затыльником, который в походном положении убирается в ствольную коробку. Прицельные приспособления открытого типа: мушка и целик. Предусмотрена возможность установки лазерного целеуказателя или коллиматорного прицела. Для выполнения специальных задач пистолет-пулемёт может комплектоваться тактическим глушителем ПМС (прибор малошумной стрельбы).
По состоянию на февраль 2004 года АЕК-919К успешно прошёл комплексные испытания для армейского оружия по методике Минобороны России. В конце 2006 года в связи с ликвидацией СКБ и перепрофилированием завода выпуск пистолет-пулемётов АЕК-919К был прекращён.
По состоянию на 2013 год находился в перечне продукции завода имени В. А. Дегтярёва.

## Модификации
- АЕК-919 — прототип под патрон 9х18 мм ПМ, выпущенный небольшой партией (около 100 шт.). Отличался наличием кнопочного предохранителя[8], несколько большей длиной, массой и формой верхней части ствольной коробки (она квадратная в поперечном сечении, а у более компактного АЕК-919К «Каштан» углы скруглены)[9].
- АЕК-918 — созданный в 2000 году опытный образец со сбалансированной автоматикой под отечественные патроны 9×19 мм 7Н21 и 7Н31[10].
- АЕК-918в — опытный образец под патрон 9×19 мм Парабеллум с 30-зарядным секторным магазином[2].

## Страны-эксплуатанты
- Кыргызстан — используется в 25-й бригаде специального назначения «Скорпион» Вооружённых сил Киргизии[11].
- Россия — первое боевое применение пистолета АЕК-919К было отмечено весной 1995 года одним из спецподразделений ФСБ России (которое получило партию из 100 шт. пистолетов-пулемётов) в ходе восстановления конституционного порядка в Чечне. В 2002 году пистолетами АЕК-919К были вооружены экипажи вертолётов Ка-50 «Чёрная акула», действовавших в зоне боевых действий на территории Чечни и Дагестана[12]. В 2003 году пистолеты-пулемёты АЕК-919К были официально приняты на вооружение Федеральной службы судебных приставов[13]. По состоянию на октябрь 2006 года АЕК-919К применялись отдельными подразделениями МВД России[14], ФСО, ФСБ и ФСИН[15]. По состоянию на август 2017 года некоторое количество АЕК-919К оставалось на вооружении сотрудников ФГУП «Охрана».[16]